# Белау (Плён)
Белау (нем. Belau) — община в Германии, в земле Шлезвиг-Гольштейн.
Входит в состав района Плён. Подчиняется управлению Ванкендорф. Население составляет 344 человека (на 31 декабря 2010 года). Занимает площадь 14,89 км².